# Gonzalo Belloso
Gonzalo Luis Belloso (Rosario, 30 aprile 1974) è un ex calciatore argentino, di ruolo attaccante.

## Palmarès

### Club

#### Competizioni internazionali
- Coppa CONMEBOL: 1

Lanus: 1996